# 洪巷镇
洪巷镇，是中华人民共和国安徽省芜湖市无为市下辖的一个乡镇级行政单位。

## 行政区划
洪巷镇下辖以下地区：
洪巷社区、湖陇社区、练溪社区、龙泉村、罗山村、双丰村、姥山村、卫国村、旗杆村、南庄村、联合村、陡岗村和青岗村。